# Jacobaea erucifolia
Jacobaea erucifolia là một loài thực vật có hoa trong họ Cúc. Loài này được (L.) "P.Gaertn., B.Mey. & Schreb." mô tả khoa học đầu tiên năm 1801.